# がんばれ!猫山先生
『がんばれ！猫山先生』は、茨木保による日本の4コマ漫画作品。日本医事新報社発行の「週刊 日本医事新報」に 2006年4月1日号から 2022年1月8日号まで連載された。単行本全7巻。

## 作品概要
平凡な勤務医、猫山タローが開業医として独り立ちするまでを描く医療漫画。先輩開業医 奈良野シカオの「地獄堕ち」や医療業界に渦巻く諸問題を、悲哀をこめてユーモラスに描いている。

## 登場人物

### 猫山タロー
主人公。家族を愛し、仕事はボチボチの平凡な内科医。ねずみが丘病院の勤務医として働いていたが、病院の収益悪化に伴うストレスから開業を決意。右も左もわからぬまま、開業コンサルタントの猪木社長に乗せられて、猫山クリニックを開設するが、その後、医院経営の厳しい現実を知る。

### 猫山ノゾミ
猫山タローの一人娘。夢見がちな父親を常に現実的な視点でいさめる小学生。

### 奈良野シカオ
猫山タローの先輩。二児の父。勤務医生活に疲れ厭世的開業をするが、壮絶な経営難の末、死神（ドッペルゲンガー）に連れ去られ昇天する。あの世では、神様にははじめ仏の顔で対応されるが、やがて怒りを買い切腹を命じられる。その後、六道輪廻の「地獄道」「餓鬼道」を巡り、ツシマヤマネコの姿「畜生道」で現世に復帰。開業医としていったん成功するが、すぐ「修羅道」に堕ちる。その後、人外となった自分が人間に戻る方法が魔物退治だと知り、自衛隊特防科（特殊防衛科）に入隊。その任務中、マッドサイエンティスト大保鷹貼子（おぼたかはるこ）の手により、ネコクラゲに改造される。その後さらなる地獄巡りを続けることとなるが、その様を見て楽しんでいた神様のご褒美で、天国で暮らすことを許される。しかし彼は「神様などにはなりたくない」と拒否。「人間道」に戻ることを望み、家族の元に戻っていく。

### 奈良野シカノスケ
奈良野シカオの長男。うだつのあがらぬ父親をけなげに慕っている。父の仇を打つため、医学部進学の決意を固める。

### 猪木社長
開業コンサルタント。世間知らずの猫山先生を丸め込み、開業させる。

### 狸田モリゾウ
ねずみが丘病院内科部長。「以心伝心」がモットーの癒し系。年々進行する認知機能の低下は、病院スタッフが温かくサポートしている。

### 青空ツバメ（大空ツバメ）
ねずみが丘病院内科医。仕事をソツなくこなす女医。大空タカオと結婚し、後に三児の母となる。

### 袋野チューキチ
ねずみが丘病院院長。徹底したコスト意識で逼迫した病院経営を支える。

### 金魚一（きんぎょいち）コースケ
頭脳明晰な病理医。鋭い推理眼で、数々の謎を解明する。猫山タローと奈良野シカオの良き助言者。

### 虻田モモコ
奈良野医院の看護師。愛猫パトラッシュとともに崩壊寸前の医院を支える。奈良野医院閉院後はヤマネコ診療所、ついで猫山クリニックの常勤となる。

### パトラッシュ
虻田モモコの飼い猫。白いチンチラ。常にモモコと行動を共にし、奈良野シカオに懐いている。ツシマヤマネコに転生したシカオとは、友情の絆で結ばれる。

### 川宇（かわう）ソースケ
学問一筋の研究者。論文は読めても空気は読めない。妥協を許さぬ言動が、常に騒動を巻き起こす。後にノーベル生理学・医学賞を受賞する。

### ハゼ川さん
奈良野医院、猫山クリニック、ヤマネコ診療所の経理を担当する税理士。「アハハー」という笑い声とともに、厳しい経営の現実を開業医に突きつける。

### 蜂谷マミ
猫山クリニックの看護師。革命戦士の血がクリニックに抗争を招きよせる。その生い立ちは、4 巻収録の書下ろし短編『怪獣ゲバラ――いかにして蜂谷マミは革命戦士になったか――』で描かれる。兄は自衛隊特防科隊長。後に政治家に転身。野党の党首となる。

### 陸奥（むつ）ウニコ
猫山クリニックの看護師。稲荷神社で巫女のバイトをしている。その純朴すぎる性格が騒動を引き起こす。

### ツシマヤマネコ
奈良野シカオが天上界にいる時に知り合ったヤマネコ。劣等感の裏返しに形成された過剰な自尊心のため、やたら居丈高な態度をとる。奈良野シカオとは馬が合い、やがて魂が交流し、プリオン現象によって同化する。

### ニコニコ団
猫山クリニックの階下に入居した秘密結社。そのメンバーの正体は、アポロ 11 号が月に持ち込んだ細菌が宇宙で突然変異を起こし、ヒト型に巨大化した変異体。蜂谷マミの通報を受けた自衛隊特防科との交戦（ニコニコ戦役）でいったん殲滅されるも、その後、江の島の岩屋にアジトを構え、地球侵略を企てる。

### 陸奥ホヤコ
ウニコの妹の中学生。両親が夜逃げし、姉を頼って東北から上京する。

### ピエール
人語を解する多摩川の鯉。ホヤコと出会い、人間社会に入る。ウニコの部屋に同居し、食費を稼ぐため自衛隊に入隊し、奈良野シカオ（修羅）と出会う。

### 猿取サスケ
伝説のマタギ。妖怪の干物作りを生業としている。正体はニコニコ団の残党。江の島の岩屋をアジトにして、改造人間量産を画策している。

### 大保鷹貼子（おぼたかはるこ）
細胞工学を専門とする分子生物学者。得意分野はDNAの切り貼りだが、その技術を論文のコピペに用いたのが発覚し、学界を追われ、江の島のアジトで宇宙細菌とともに闇の細胞融合実験に手を染める。自衛隊に江の島を追われた後、落ち延び、浦安ネズミ園でツンデレラ城の魔女となる。

### どんちゃん
狐人間のコスプレで、浦安ネズミ園の潜入捜査を続ける謎の美女。特技はオヤジ転がし。その正体は自衛隊特防科の隊員。後に芸能界に進み、カップうどんの CM が大ヒット。その後、オスカー女優となる。

### 蜂のムサシ
蜂人間に扮して、浦安ネズミ園の潜入捜査をしている特防科の隊員。どんちゃんに恋心を抱いており、オヤジ転がしで操られている。

### 鼠人間・三木（みき）マウス
浦安ネズミ園のマスコットキャラクター。フレンドリーな顔の裏で、何やら暗躍している。その正体は、ネズミ園で改造人間にされたウニコの父親。妻もネズミ園のキャラクター三新居（みにい）ちゃんに改造されている

## 書籍
『がんばれ！猫山先生』（日本医事新報社）、全 7 巻

1．2008年10月25日発売  ISBN 978-4-7849-4093-6

2．2010年7月10日発売  ISBN 978-4-7849-4094-3

3．2012年11月10日発売  ISBN 978-4-7849-4095-0

4．2015年3月5日発売  ISBN 978-4-7849-4096-7

5．2017年7月10日発売  ISBN 978-4-7849-4097-4

6．2019年12月27日発売  ISBN 978-4-7849-4098-1

7．2022年2月20日発売  ISBN 978-4-7849-4099-8